# Pumarín
Pumarín és una pedania del municipi de Balboa, a la comarca d'El Bierzo de la província de Lleó (Espanya). S'hi parla castellà i gallec.